# Danh sách công ty lớn nhất thế giới theo doanh thu
Danh sách này bao gồm các công ty lớn nhất thế giới theo doanh thu hợp nhất tính đến tháng 2 năm 2019, theo thống kê của Fortune Global 500. Tập đoàn bán lẻ của Mỹ là Walmart đã trở thành doanh nghiệp lớn nhất thế giới tính theo doanh thu kể từ năm 2014.
Danh sách này được giới hạn ở con số 50 công ty, tất cả đều có doanh thu hàng năm trên 110 tỷ đô la Mỹ. Có 21 công ty đến từ khu vực Bắc Mỹ, 16 đến từ châu Á và 13 từ châu Âu. Chỉ các doanh nghiệp công bố dữ liệu tài chính và báo cáo số liệu cho cơ quan chính phủ mới được đưa vào danh sách. Do đó, danh sách này chưa đầy đủ vì không bao gồm các công ty lớn như Cargill, Koch Industries, Tập đoàn Dầu khí Cô-oét không công bố dữ liệu tài chính.

## Danh sách các công ty lớn nhất thế giới theo doanh thu
Doanh nghiệp nhà nước (chính phủ sở hữu 50% trở lên)
| Hạng | Tên                        | Ngành              | Doanh thu (USD million) | Tốc độ tăng trưởng | Số nhân viên | Quốc gia       | Chú thích |
| ---- | -------------------------- | ------------------ | ----------------------- | ------------------ | ------------ | -------------- | --------- |
| 1    | Walmart                    | Retail             | $514,405                | 2.8%               | 2,200,000    | Hoa Kỳ         | [ 4 ]     |
| 2    | Sinopec                    | Oil and gas        | $414,649                | 26.8%              | 619,151      | Trung Quốc     | [ 5 ]     |
| 3    | Royal Dutch Shell          | Oil and gas        | $396,556                | 27.2%              | 81,000       | Hà Lan         | [ 6 ]     |
| 4    | China National Petroleum   | Oil and gas        | $392,976                | 20.5%              | 1,382,401    | China          | [ 7 ]     |
| 5    | State Grid                 | Electricity        | $387,056                | 10.9%              | 917,717      | China          | [ 8 ]     |
| 6    | Saudi Aramco               | Oil and gas        | $355,905                | 35.3%              | 76,418       | Ả Rập Saudi    | [ 9 ]     |
| 7    | BP                         | Oil and gas        | $303,738                | 24.2%              | 73,000       | United Kingdom | [ 10 ]    |
| 8    | ExxonMobil                 | Oil and gas        | $290,212                | 18.8%              | 71,000       | United States  | [ 11 ]    |
| 9    | Volkswagen                 | Automotive         | $278,341                | 7.0%               | 664,496      | Đức            | [ 12 ]    |
| 10   | Toyota                     | Automotive         | $272,612                | 2.8%               | 370,870      | Nhật Bản       | [ 13 ]    |
| 11   | Apple                      | Electronics        | $265,595                | 23.1%              | 132,000      | United States  | [ 14 ]    |
| 12   | Berkshire Hathaway         | Conglomerate       | $247,837                | 2.4%               | 389,000      | United States  | [ 15 ]    |
| 13   | Amazon                     | Retail             | $232,887                | 30.7%              | 647,000      | United States  | [ 16 ]    |
| 14   | UnitedHealth Group         | Healthcare         | $226,247                | 12.5%              | 300,000      | United States  | [ 17 ]    |
| 15   | Samsung                    | Electronics        | $221,579                | 4.5%               | 221,579      | Hàn Quốc       | [ 18 ]    |
| 16   | Glencore                   | Commodities        | $219,754                | 6.9%               | 85,504       | Thụy Sĩ        | [ 19 ]    |
| 17   | McKesson                   | Healthcare         | $214,319                | 2.9%               | 70,000       | United States  | [ 20 ]    |
| 18   | Daimler                    | Automotive         | $197,515                | 6.6%               | 298,683      | Germany        | [ 21 ]    |
| 19   | CVS Health                 | Healthcare         | $194,579                | 5.3%               | 295,000      | United States  | [ 22 ]    |
| 20   | Total                      | Oil and gas        | $184,106                | 23.5%              | 104,460      | France         | [ 23 ]    |
| 21   | China State Construction   | Construction       | $181,524                | 16.3%              | 302,827      | China          | [ 24 ]    |
| 22   | Trafigura                  | Commodities        | $180,744                | 32.5%              | 4,316        | Singapore      | [ 25 ]    |
| 23   | Foxconn                    | Electronics        | $175,617                | 13.5%              | 667,680      | Đài Loan       | [ 26 ]    |
| 24   | Exor                       | Financials         | $175,009                | 8.2%               | 314,790      | Italy          | [ 27 ]    |
| 25   | AT&T                       | Telecommunications | $170,756                | 6.4%               | 254,000      | United States  | [ 28 ]    |
| 26   | ICBC                       | Financials         | $168,979                | 10.4%              | 449,296      | China          | [ 29 ]    |
| 27   | AmerisourceBergen          | Pharmaceuticals    | $167,939                | 9.7%               | 20,500       | United States  | [ 30 ]    |
| 28   | Chevron                    | Oil and gas        | $166,339                | 23.6%              | 48,600       | United States  | [ 31 ]    |
| 29   | Bảo hiểm Ping An           | Financials         | $163,597                | 13.5%              | 342,550      | China          | [ 32 ]    |
| 30   | Ford                       | Automotive         | $160,338                | 2.3%               | 199,000      | United States  | [ 33 ]    |
| 31   | China Construction Bank    | Financials         | $151,110                | 9.0%               | 366,996      | China          | [ 34 ]    |
| 32   | General Motors             | Automotive         | $147,049                | 6.5%               | 173,000      | United States  | [ 35 ]    |
| 33   | Mitsubishi                 | Conglomerate       | $145,243                | 112.7%             | 79,994       | Japan          | [ 36 ]    |
| 34   | Honda                      | Automotive         | $143,302                | 3.4%               | 219,772      | Japan          | [ 37 ]    |
| 35   | Costco                     | Retail             | $141,576                | 9.7%               | 194,000      | United States  | [ 38 ]    |
| 36   | Agricultural Bank of China | Financials         | $139,523                | 14.0%              | 477,526      | China          | [ 39 ]    |
| 37   | Alphabet                   | Internet           | $136,819                | 23.4%              | 98,771       | United States  | [ 40 ]    |
| 38   | Cardinal Health            | Pharmaceuticals    | $136,809                | 5.3%               | 50,200       | United States  | [ 41 ]    |
| 39   | SAIC Motor                 | Automotive         | $136,392                | 5.9%               | 147,738      | China          | [ 42 ]    |
| 40   | Walgreens Boots Alliance   | Retail             | $131,537                | 11.3%              | 299,000      | United States  | [ 43 ]    |
| 41   | JPMorgan Chase             | Financials         | $131,412                | 15.4%              | 256,105      | United States  | [ 44 ]    |
| 42   | Gazprom                    | Oil and gas        | $131,302                | 17.3%              | 466,100      | Nga            | [ 45 ]    |
| 43   | Verizon                    | Telecommunications | $130,863                | 3.8%               | 144,500      | United States  | [ 46 ]    |
| 44   | Bank of China              | Financials         | $127,714                | 10.6%              | 310,119      | China          | [ 47 ]    |
| 45   | Allianz                    | Financials         | $126,779                | 2.6%               | 142,460      | Germany        | [ 48 ]    |
| 46   | AXA                        | Financials         | $125,578                | 63.9%              | 104,065      | Pháp           | [ 49 ]    |
| 47   | Kroger                     | Retail             | $121,162                | 1.2%               | 453,000      | United States  | [ 50 ]    |
| 48   | General Electric           | Conglomerate       | $120,268                | 1.6%               | 283,000      | United States  | [ 51 ]    |
| 49   | Fannie Mae                 | Financials         | $120,101                | 6.9%               | 7,400        | United States  | [ 52 ]    |
| 50   | Lukoil                     | Oil and gas        | $119,145                | 26.9%              | 102,500      | Russia         | [ 53 ]    |